# Hadria alayoi
Hadria alayoi är en insektsart som först beskrevs av Dlabola et Novoa 1976.  Hadria alayoi ingår i släktet Hadria och familjen dvärgstritar. Inga underarter finns listade i Catalogue of Life.